# Esabac
L'Esabac est un diplôme permettant d'accéder à la fois à l'enseignement supérieur en France et en Italie. Son obtention fournit conjointement celle du baccalauréat français et de l'Esame di Stato italien, l'équivalent du baccalauréat en Italie. Il est préparé dans des lycées à section binationale en France et en Italie.  L’entrée en Esabac se fait en classe de seconde après avoir présenté avec succès un dossier de candidature dans le courant de la classe de troisième, démontrant de bonnes capacités de travail et portant en particulier sur le niveau déjà atteint en italien et en histoire-géographie. Un entretien complémentaire avec les professeurs peut également avoir lieu à l'initiative de ces derniers. Cette section existe pour les baccalauréats généraux et STMG. Au terme de ces trois années, les élèves doivent atteindre au moins le niveau B2 du CECRL.
L'enseignement débute en classe de seconde, avec des cours d'histoire-géographie en italien et des cours de littérature italienne. Il se termine en classe de Terminale avec une épreuve orale et une épreuve écrite (4 heures) en langue et littérature italiennes, et une épreuve écrite de 5 heures en histoire-géographie. Une obtention de l'Esame di Stato nécessite en premier lieu d'obtenir le baccalauréat, et d'avoir une moyenne des épreuves spécifiques de 10 sur 20, soit 50 % de la note maximale (coefficient 1 pour l'écrit d'italien, 1 pour l'oral d'italien, 2 pour l'écrit d'histoire - la note géographie ne compte que pour le baccalauréat, pas pour l'Esabac). 
Des échanges facultatifs entre les deux pays sont organisés à l'initiative des professeurs des classes Esabac, selon les possibilités, afin de promouvoir cet enseignement et permettant d'améliorer les connaissances culturelles et linguistiques des élèves à travers leur immersion dans la vie de famille italienne et le suivi de cours au sein des lycées italiens partenaires.